# Ballet blanc

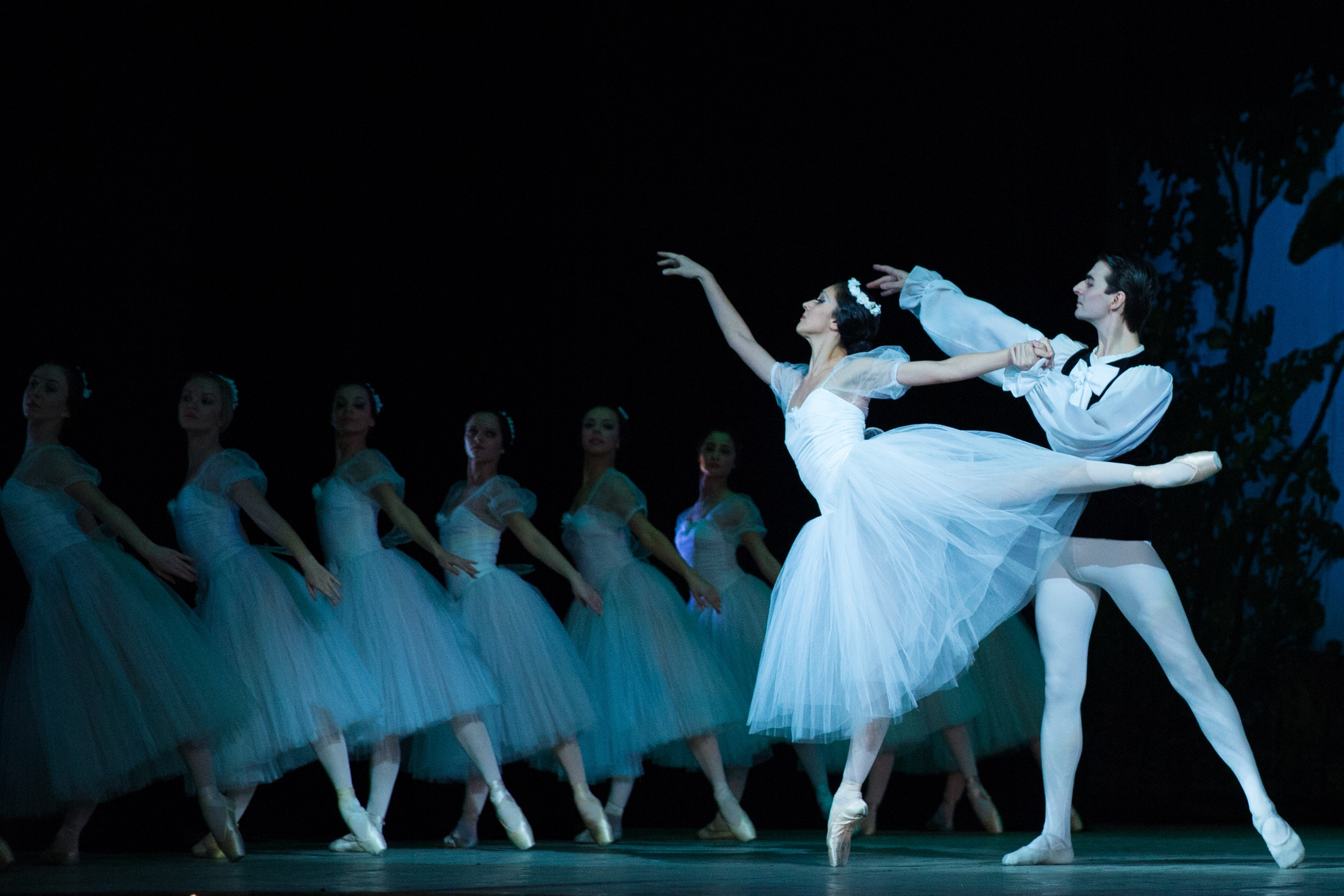
Scene da Les Sylphides

Col termine ballet blanc (francese per "balletto bianco") si usa indicare quella sezione del balletto, caratteristico del Romanticismo, nel quale dominano personaggi fantastici ed eterei, rappresentati nel costume da abiti bianchi di tarlatana o di tulle: i celebri tutù. 
Si tratta del cosiddetto "atto bianco" che compare sulle scene nella prima metà dell'Ottocento. La maggior parte dei balletti del repertorio ottocentesco contengono almeno un "atto bianco", a partire da La Sylphide di Filippo Taglioni (1832). Il bosco stregato e le creature irreali, ovvero le silfidi avvolte in bianchi tutù, dominano in tutto il secondo atto; i passi leggeri, gli straordinari aplombs, le braccia morbide e lo studio del ports de bras - importantissimo nello stile romantico - sono mezzi decorativi ed espressivi utilizzati come espedienti per rendere i personaggi di questi balletti creature diafane e immateriali. Giselle di Jean Coralli e Jules Perrot (1841) è un altro celebre balletto con "atto bianco", in questo caso dominato dalle Willi. Nella seconda metà dell'Ottocento, Il lago dei cigni musicato da Pëtr Il'ič Čajkovskij e coreografato da Marius Petipa e Lev Ivanov (1895), contiene ben due "atti bianchi" (il secondo e il quarto) che rappresentano il lago stregato dove abitano le fanciulle trasformate in cigni dal crudele Mago Rothbart.